# Commissariato del Basso Giuba
Il commissariato del Basso Giuba era uno dei commissariati dell'Africa Orientale Italiana. Faceva parte del governatorato della Somalia e venne istituito nel 1926 unendo l'ex colonia dell'Oltregiuba passata dal Kenya (Regno Unito) all'Italia nel 1925. Comprendeva interamente l'Oltregiuba. Prendeva nome dal Giuba.

## Residenze
Il commissariato comprendeva le seguenti residenze:
- residenza di Chisimaio
- residenza di Margherita
- residenza di Afmadù
- residenza di Gelib
- residenza di Bardera

## Geografia
Confinava a nord con il Kenya (Regno Unito), a sud con l'Oceano Indiano e il Kenya (Regno Unito), a ovest con il Kenya (Regno Unito). A est confinava con  la Regione del Centro e la Regione del Confine.